# یواس‌اس رنداوا (سی‌وی‌یی-۱۱۴)
یواس‌اس رنداوا (سی‌وی‌یی-۱۱۴) (به انگلیسی: USS Rendova (CVE-114)) یک کشتی است که طول آن ۵۵۷ فوت (۱۷۰ متر) می‌باشد. این کشتی در سال ۱۹۴۴ ساخته شد.